# プロパノールアミン

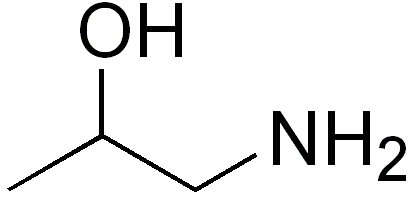
1-アミノ-2-プロパノール

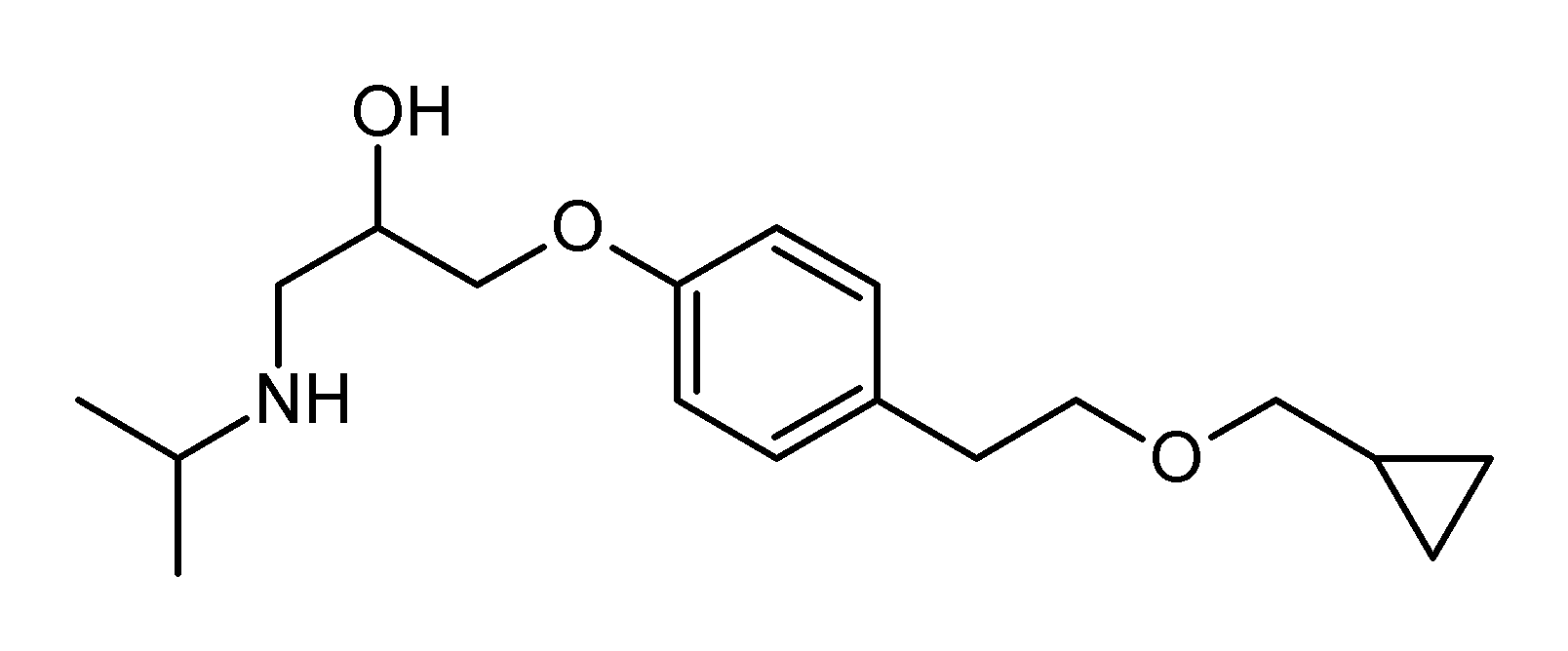
ベタキソロール

メトプロロール

ナドロール

ピンドロール

プロプラノロール

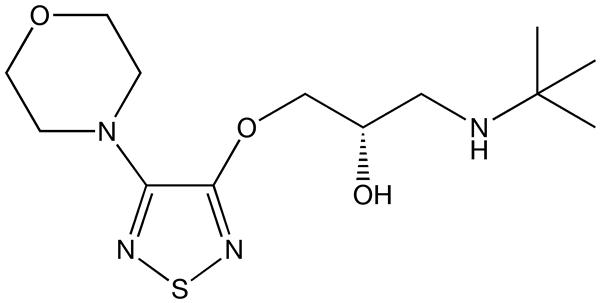
チモロール

プロパノールアミン(Propanolamine)は、化合物の分類であり、その多くが医薬品である。1-アミノ-2-プロパノールの誘導体であるアルカノールアミンである。
プロパノールアミンには、以下のようなものがある。
- アセブトロール
- アテノロール
- ベタキソロール
- ビソプロロール
- メトプロロール
- ナドロール
- ペンブトロール
- フェニルプロパノールアミン
- ピンドロール
- プラクトロール
- プロプラノロール
- リトドリン
- チモロール